# Tico-tico-de-peito-cinzento
O tico-tico-de-peito-cinzento (Spizella breweri) é uma espécie pequena e esguia de pardal da família Passerellidae. Esse pássaro foi batizado em homenagem ao ornitólogo Thomas Mayo Brewer.

## Descrição e sistemática
Os adultos têm o dorso marrom-acinzentado e o píleo marrom salpicado, ambos com estrias escuras, e um anel ocular pálido. Suas asas são marrons com barras claras e as partes inferiores são cinza-claro. Seu bico é claro com uma ponta escura e a cauda é longa e entalhada. Sua aparência é semelhante à do tico-tico-argiloso [en] (S. pallida), mas não tem uma faixa clara no píleo nem uma mancha cinza no pescoço.

#### Medidas:[3]
- Comprimento: 13 a 15 cm
- Peso: 11 a 14 g
- Envergadura: 18 a 20 cm

O macho canta para defender um território de nidificação. A música é uma mistura longa e variada de notas e trinados. Os machos têm dois tipos distintos de canto - classificados como canto curto e canto longo.
Há duas subespécies distintas:
- Spizella breweri breweri: Encontrado em áreas com arbustos nas partes do sul do oeste do Canadá e no oeste dos Estados Unidos.
- Spizella breweri taverneri: Encontrado em áreas com arbustos ao redor da linha de árvores nas Montanhas Rochosas da Colúmbia Britânica, Alberta e norte de Montana, no sul de Yukon e no sudeste do Alasca. Essas aves são um pouco mais escuras e maiores do que a subespécie do sul; alguns a consideram uma espécie separada.

## Ecologia e status de conservação
Essas aves migram para o sudoeste dos Estados Unidos e para o sul do México central. Essas aves se alimentam principalmente de arbustos ou vegetação baixa, mas também no solo. Alimentam-se principalmente de insetos no verão, sendo que as sementes se tornam uma parte mais importante da dieta em outras épocas do ano. Geralmente forrageiam em bandos fora da época de reprodução, às vezes com outros pardais. A fêmea normalmente põe de três a quatro ovos (até cinco) em um ninho em arbustos baixos.
A população do tico-tico-de-peito-cinzento diminuiu em algumas partes de sua área de distribuição. As causas não são bem compreendidas, mas suspeita-se que o declínio se deva, pelo menos em parte, à destruição do habitat de arbustos. Informações adicionais sobre o uso e a limitação de recursos durante a estação de inverno são extremamente necessárias. Quando a subespécie Spizella breweri taverneri ainda era considerada uma espécie, o tico-tico-de-peito-cinzento foi classificado como quase ameaçado pela IUCN. No entanto, como somente espécies inteiras são avaliadas para a Lista Vermelha da IUCN, após a fusão, toda a população de S. breweri é classificada como espécie pouco preocupante.